# Sophia Bergdahl
Sophia Bergdahl, née le 8 mai 1979 à Söderhamn, est une snowboardeuse suédoise.

## Carrière
Candice Drouin est médaillée d'argent en half-pipe aux Championnats du monde juniors de Chamrousse en 1998.
Elle est sélectionnée pour participer aux Goodwill Games d'hiver de 2000 de Lake Placid ; elle y est médaillée d'argent en snowboardcross. 
Elle obtient trois podiums au cours de sa carrière en Coupe du monde ; une victoire en snowboardcross en mars 1999 à Kreischberg, une deuxième place en décembre 1998 à Whistler et une troisième places en mars 1998 à Tandådalen.
Elle est championne de Suède de snowboardcross en 2000.